# Monte Ngerchelchuus
Il Monte Ngerchelchuus è una collina di Palau, situata sull'isola Babeldaob. Con la sua altitudine di 242 metri s.l.m., rappresenta il punto più elevato del territorio di Palau.